# Beliatore
Beliatore là một thị trấn thống kê (census town) của quận Bankura thuộc bang Tây Bengal, Ấn Độ.

## Nhân khẩu
Theo điều tra dân số năm 2001 của Ấn Độ, Beliatore có dân số 5653 người. Phái nam chiếm 51% tổng số dân và phái nữ chiếm 49%. Beliatore có tỷ lệ 74% biết đọc biết viết, cao hơn tỷ lệ trung bình toàn quốc là 59,5%: tỷ lệ cho phái nam là 80%, và tỷ lệ cho phái nữ là 68%. Tại Beliatore, 10% dân số nhỏ hơn 6 tuổi.